# ملعب فورتين دي ليوديونا
فورتين دي ليوديونا (بالإنجليزية: Fortín de Ludueña)‏ هو ملعب كرة قدم يقع في روساريو، الأرجنتين، يتسع لـ 18,000 متفرج. هو الملعب الرسمي لفريق تيرو فيديرال.